# 陈卓璇
陳卓璇（英語：Krystal Chan，1997年8月13日—），出生於中國貴州省貴陽市，中國大陸女歌手、舞者及演员。前為女子偶像組合硬糖少女303成員，前為期間限定女子音樂組合超級女團成員。2016年4月23日，參加芒果TV音樂選秀節目《2016超級女聲》。7月23日，以女子音樂組合超級女團成員身分正式出道。2017年10月27日，參加浙江衛視音樂競演節目《夢想的聲音 (第二季)》。2019年6月27日，參演騰訊視頻古裝網絡劇《陳情令》，在劇中飾演「阿箐」，以演員身分正式出道。她於2020年5月2日參加騰訊視頻偶像女團競演養成類真人秀節目《創造營2020》，在第一期中獲得第一輪「最强聲樂」（三人之一），在第二期中獲得「首發成團位」之一，並於7月4日最終排名獲得第4名，成為期間限定團體硬糖少女303成員。

## 早年經歷
陳卓璇出生於貴州省貴陽市，高中就讀於贵阳市第一中学，大學畢業於上海海事大學外國語學院，曾獲得了上海海事大学第28屆新生歌手大賽冠軍、新生主持人大賽最佳人氣獎等多個獎項。

## 演藝經歷
2016年，參加由芒果TV推出的網絡綜藝節目《2016超級女聲》獲得西安區冠軍，並演唱《超級女聲》主題曲《想唱就唱之狂夢霓虹》，同年6月，加入女子組合超級女團，以組合形式繼續參賽，7月23日被淘汰，止步第15名，12月22日，隨發佈首支組合單曲《女團守則》。
2017年，組合解散，同年10月，參加浙江衛視推出的勵志音樂競技真人秀節目《夢想的聲音第二季》，以歌曲《愛笑的眼睛》向林俊傑討教。10月19日，參演其首部影視作品《雲客江湖》，飾演幽幽。
2018年，參演電視劇《陳情令》，飾演阿箐，7月27日參加優酷推出的劇情類音樂綜藝《這！就是歌唱·對唱季》。
2019年，6月27日《陳情令》播出，同年7月，發佈義城組人物曲《孤城》，10月10日，參演電視劇《親愛的自己》，飾演林玲，於11月2日成立工作室，命名为"陈卓璇的时间轴"。12月25日，以踢館選手身份參加《出發吧！從T-House開始》，並且踢館成功，加入天浩盛世女團。
2020年，參加騰訊視頻製作的偶像女團競演養成類真人秀節目《創造營2020》，最終獲得第四名，加入女子偶像組合硬糖少女303，同年7月，參加由騰訊視頻出品的體育競技節目《超新星運動會》，8月11日，隨組合發佈專輯《硬糖定律》，10月10日《親愛的自己》播出。
2021年3月，騰訊視頻出品的首檔武館經營體驗類真人秀《姐姐妹妹的武館》播出。
2024年，4月27日，参加户外真人秀《哈哈哈哈哈第四季》播出。5月21日，参与综艺《话说山海》播出。8月13日，陈卓璇工作室正式更名为"陈卓璇工作室Official"。9月《音乐缘计划》5-6期播出，演唱歌曲《黑洞》《八日蝉鸣》。10月27日，参加《2024王者荣耀共创之夜》，参演《美由你定2024》节目并演唱《盖世云缨》和《This World》。12月13日，作为音乐推荐人参加《有歌2024》第十期播出，并与韦礼安演唱《海与天之间》。12月30日，官宣签约加盟嬉耳恭听音乐。
12月31日，参加2025江苏卫视跨年演唱会, 演唱《天地龙鳞》。
2025年，1月19日，参与快竞ALLStar峡谷奇妙夜盛典直播，演唱《海与天之间》和《Evolve淬炼》。同日，参加《和合之家——2025中国网络视听盛典》播出，演唱歌曲串烧《岁月里的温暖》。 1月29日，参加2025江苏卫视春晚，与符龙飞演唱《危险派对》。

## 音樂作品

### EP
| 專輯名称            | 發行日期      | 專輯資料                                                           | 曲目                                                        |
| 不降落飛行指南      | 2023年1月11日 | - 语言：普通話、英語 - 唱片公司：騰訊音樂娛樂集團 - 形態：數字專輯 | 1. 無盡之羽 2. 天窗 3. 飛行天分                             |
| 转身走向 你         | 2024年1月11日 | - 语言：普通話 - 唱片公司：騰訊音樂娛樂集團 - 形態：數字專輯       | 1. 转身走向你 2. 想哭就笑 3. 请你 4. 怎么会不幸福 5. 我和我 |
| 深海之息 (Mareasía) | 2025年7月5日  | - 语言：普通話、英語 - 唱片公司：好樂無荒 - 形態：數字專輯         | 1. Intro:C 2. 深海之息 (Mareasía) 3. 翻篇 4. 海綿 5. 拼尽   |

### 单曲
| 歌曲名稱               | 发行日期 | 发行日期 | 備註                                                                                             |
| 当星光落入银河         | 2025年   | 7月29日  | 电视剧《利剑玫瑰》插曲                                                                           |
| 写满未来               | 2025年   | 7月16日  | 电视剧《樱桃琥珀》插曲                                                                           |
| 慢慢                   | 2025年   | 6月7日   | 原唱：顏人中，「网易云音乐·光影回响OST金曲巡礼」企划                                             |
| 陷入我们的季节         | 2025年   | 5月29日  | 《陷入我们的热恋》仲夏怦然曲                                                                     |
| 我们爱了这么多年       | 2025年   | 5月18日  | 合作演唱者：王赫野，收录专辑《宴》                                                               |
| 回到夏天 (feat.王赫野) | 2025年   | 4月25日  |                                                                                                  |
| 还君                   | 2025年   | 4月14日  | 《无忧渡》插曲                                                                                   |
| 听心者                 | 2025年   | 3月13日  | 《噓，國王在冬眠》片尾曲                                                                         |
| 海与天之间             | 2024年   | 12月10日 |                                                                                                  |
| 因你                   | 2024年   | 12月1日  | 电视剧《斗罗大陆之燃魂战》羁绊插曲                                                               |
| 双                     | 2024年   | 10月10日 | 合作演唱者：张远，电视剧《锦绣安宁》插曲                                                         |
| 热风                   | 2024年   | 8月28日  | 南昌市东湖区文旅宣传曲                                                                           |
| 唤醒蔚蓝               | 2024年   | 6月8日   | 世界海洋日宣傳曲                                                                                 |
| Sweet Dreams, My Dear  | 2024年   | 5月22日  | 《命运方舟》艾尔加西亚主题曲                                                                     |
| 等着见你               | 2024年   | 4月12日  | 《又见逍遥》插曲                                                                                 |
| 雪落长街               | 2024年   | 3月8日   | 《谢谢你温暖我》主题曲                                                                           |
| 冬日很长               | 2024年   | 1月26日  |                                                                                                  |
| 问自己                 | 2023年   | 12月8日  | 原唱：Beyond，「青春重置计划之BEYOND 40」企划                                                    |
| 拾光                   | 2023年   | 11月20日 | 「冬日人间诗」企划                                                                               |
| 恋恋拾光               | 2023年   | 11月3日  | 《治愈系恋人》片头曲                                                                             |
| 是你                   | 2023年   | 10月26日 | 《最遥远的距离》心动曲                                                                           |
| 回声                   | 2023年   | 10月10日 | 腾讯音乐公益×珀莱雅 公益企划单曲                                                                 |
| 执生念                 | 2023年   | 8月22日  | 原唱：叶炫清，为电视劇《千古玦尘》开播两周年重新演绎的插曲                                       |
| 山有木兮               | 2023年   | 8月17日  |                                                                                                  |
| 凡人心                 | 2023年   | 8月4日   | 合作演唱者：赵磊，《长相思》插曲                                                                 |
| 我怀念的那个夏天       | 2023年   | 7月18日  |                                                                                                  |
| 感应                   | 2023年   | 6月17日  | 原唱：刘宇宁，为电视劇《千古玦尘》开播两周年重新演绎的主题曲                                     |
| 多想做一天小朋友       | 2023年   | 5月14日  | 小红花音乐企划 · 母亲节特别主题曲                                                                |
| 为你而来               | 2023年   | 3月25日  |                                                                                                  |
| 數寒                   | 2023年   | 1月20日  |                                                                                                  |
| 不期而遇               | 2022年   | 10月13日 | 《我的秘密室友》主题曲                                                                           |
| 晒月光的人             | 2022年   | 9月20日  | 穿越火线手游升月节主题曲                                                                         |
| 專屬星空               | 2022年   | 9月17日  | 《外星女孩柴小七2》插曲                                                                          |
| 夏末未了               | 2022年   | 8月2日   |                                                                                                  |
| 因你存在               | 2022年   | 6月15日  | 動畫《西行紀第四季》推廣曲                                                                       |
| 二十                   | 2022年   | 6月12日  | 毕业季特别企划「成人礼」EP03                                                                     |
| 破晓来时               | 2022年   | 3月30日  | WRL×一加联合推广曲                                                                               |
| Please                 | 2022年   | 2月22日  | 合作演唱者：张颜齐                                                                               |
| 连锁                   | 2022年   | 2月3日   | 《你好，神枪手》片尾曲                                                                           |
| 咫                     | 2022年   | 1月3日   | 动画番剧《镜双城》片尾曲                                                                         |
| VVS                    | 2021年   | 8月12日  | 合作演唱者：刘柏辛、单依纯、宋雨琦、安崎、陆柯燃、Vava、吴宣仪、Yamy、周洁琼，《爆裂舞台》推广曲 |
| 追随光                 | 2021年   | 6月23日  | 《你微笑时很美》主題曲                                                                           |
| 莫斯科没有眼泪         | 2021年   | 6月23日  | 原唱：Twins，《感动他77次》推广曲                                                                |
| 流沙                   | 2021年   | 6月14日  | 原唱：陶喆，TME特别企划「返场」之「华语金曲：10 20 30」                                          |
| Bling Boom             | 2021年   | 4月23日  | 《拜托了班长》插曲                                                                               |
| 櫻花草                 | 2021年   | 1月14日  | 原唱：Sweety，TME特别企划「返场」之「翻糖之味」                                                  |
| 風的話                 | 2021年   | 1月11日  | 《我的小確幸》主題曲                                                                             |
| 孤城                   | 2019年   | 7月8日   | 合作演唱者：孫伯綸，《陳情令》人物曲                                                             |
| 身不由己               | 2018年   | 5月21日  | 電影《命運速遞》推廣曲                                                                           |
| 女團守則               | 2016年   | 12月22日 | 超級女團首支單曲                                                                                 |
| 想唱就唱之狂夢霓虹     | 2016年   | 6月29日  | 《2016超級女聲》主題曲，與2016超女全國20強共同演唱                                               |

### 現場演唱歌曲
| 歌曲名稱                    |        | 播出日期 | 参演节目                      | 合作演唱者                                                   |
| 我们爱了这么多年 (Live)     | 2025年 | 6月27日  | 《天賜的聲音 (第六季)》第11期 | 王赫野                                                       |
| 海与天之间 (Live)           | 2025年 | 4月23日  | 《音你而来 (第二季)》第4期    | 不适用                                                       |
| 如果的事 (Live)             | 2025年 | 4月16日  | 《音你而来 (第二季)》第3期    | 张碧晨                                                       |
| 雨爱(Live)                  | 2025年 | 4月9日   | 《音你而来 (第二季)》第2期    | 歐陽娜娜                                                     |
| 危险派对 (晚会版)           | 2025年 | 1月29日  | 2025江蘇衛視春晚              | 符龍飛                                                       |
| 我不在乎世界如何荒唐 (Live) | 2024年 | 10月27日 | 《音樂緣計劃》年度盛典        | 蔡宥绮                                                       |
| 你敢吗 (Live)               | 2024年 | 10月27日 | 《音樂緣計劃》年度盛典        | 刘端端                                                       |
| 八日蝉鸣 (Live)             | 2024年 | 9月22日  | 《音樂緣計劃》第6期           | 不适用                                                       |
| 黑洞 (Live)                 | 2024年 | 9月15日  | 《音樂緣計劃》第5期           | 刘端端                                                       |
| Go Go Cat (Live)            | 2023年 | 12月10日 | 《我们的歌 (第五季)》第10期   | 杜德伟、曾比特                                               |
| 第一次 (Live)               | 2023年 | 12月10日 | 《我们的歌 (第五季)》第10期   | 光良、杜德伟、曾比特                                         |
| 非常夏日 (Live)             | 2023年 | 11月26日 | 《我们的歌 (第五季)》第8期    | 光良、杜德伟、曾比特                                         |
| 勇气 (Live)                 | 2023年 | 11月26日 | 《我们的歌 (第五季)》第8期    | 光良                                                         |
| 桃花诺 (Live)               | 2023年 | 11月5日  | 《我们的歌 (第五季)》第5期    | 光良                                                         |
| 童话 (Live)                 | 2023年 | 10月15日 | 《我们的歌 (第五季)》第2期    | 光良                                                         |
| 掌心 (Live)                 | 2023年 | 10月15日 | 《我们的歌 (第五季)》第2期    | 光良                                                         |
| 在路上（老狼） (Live)       | 2023年 | 10月8日  | 《我们的歌 (第五季)》第1期    | 大張伟、庾澄慶、光良、黃麗玲、符龍飛、馬嘉祺、曾比特、徐子未 |
| 在路上（麦田守望者） (Live) | 2023年 | 10月8日  | 《我们的歌 (第五季)》第1期    | 大張伟                                                       |
| 流沙 (Live)                 | 2023年 | 10月8日  | 《我们的歌 (第五季)》第1期    | 光良、徐子未                                                 |
| 知足 (Live)                 | 2023年 | 3月30日  | 《声生不息·宝岛季》第3期      | 华晨宇、馬嘉祺                                               |
| 千年之恋 (Live)             | 2023年 | 3月22日  | 《声生不息·宝岛季》第2期      | 艾怡良                                                       |
| 遇到 (Live)                 | 2023年 | 3月16日  | 《声生不息·宝岛季》第1期      | 不适用                                                       |
| 心愿便利贴 (Live)           | 2023年 | 3月16日  | 《声生不息·宝岛季》第1期      | 陈立农                                                       |
| 年 (Live)                   | 2021年 | 10月22日 | 《爆裂舞台》第12期            | 不适用                                                       |
| 字和句关于你 (Live)         | 2021年 | 10月1日  | 《爆裂舞台》第9期             | 不适用                                                       |
| 自由世界 (Live)             | 2021年 | 9月17日  | 《爆裂舞台》第7期             | 罗一舟                                                       |
| 庆功酒 (Live)               | 2021年 | 9月3日   | 《爆裂舞台》第5期             | 陆柯燃                                                       |
| 不存在的存在 (Live)         | 2021年 | 8月27日  | 《爆裂舞台》第4期             | 不适用                                                       |
| 一眼瞬间 (Live)             | 2021年 | 2月26日  | 《天赐的声音 (第二季)》第7期  | 孙坚                                                         |
| 连名带姓 (Live)             | 2021年 | 2月26日  | 《天赐的声音 (第二季)》第7期  | 张信哲                                                       |

### 《創造營2020》表演曲目
| 發行日期      | 歌曲資料 | 備註   |
| 2020年5月2日  | 《無羈》(鋼琴彈唱) - 歌曲說明：個人戰舞台(第一輪) - 原唱:肖戰、王一博                                                                        | 第一期 |
| 2020年5月2日  | 《喜歡你》 - 歌曲說明：個人戰舞台(第二輪) - 原唱:陳潔儀                                                                                      | 第一期 |
| 2020年5月3日  | 《Queendom》 - 歌曲說明：團體戰舞台 - 原唱者:Vinida - 合作演唱者：胡嘉欣、胡瑪爾、姜丹、曾雪瑤、張欣媚                                       | 第一期 |
| 2020年5月10日 | 《你最最最重要》 - 歌曲說明：節目官方主題曲 - 原創歌曲 - 合作演唱者：全體訓練生                                                              | 第二期 |
| 2020年5月17日 | 《除了春天愛情和櫻花》 - 歌曲說明：第一次公演 - 原唱者：High4、IU - 合作演唱者：朱主愛、崔文美秀、胡嘉欣、胡瑪爾、史芮伊、王曦瑤             | 第三期 |
| 2020年5月31日 | 《那女孩對我說》 - 歌曲說明：第二次公演 - 原唱者：黃義達 - 合作演唱者：孫珍妮、田京凡、王柯、王麗娜                                          | 第五期 |
| 2020年6月7日  | 《I'm Not Yours》 - 歌曲说明：特別快閃舞台 - 原唱者：蔡依林、安室奈美惠 - 合作演唱者：孫珍妮、田京凡、王柯、王麗娜                           | 第六期 |
| 2020年6月21日 | 《離群》 - 歌曲說明：第三次公演(合作舞台) - 原創歌曲 - 合作演唱者：王藝瑾、華承妍、林君怡、馬思惠、張清 - 合作師兄：李治廷                   | 第八期 |
| 2020年7月4日  | 《火羽 Phoenix》 - 歌曲說明：總決賽舞台I - 原創歌曲 - 合作演唱者：趙粵、希林娜依·高、王藝瑾、徐藝洋、張藝凡、林君怡                          | 第十期 |
| 2020年7月4日  | 《Daisies》 - 歌曲說明：總決賽舞台II(小組表演) - 原唱者:Katy Perry - 合作演唱者：朱主愛、希林娜依·高、王藝瑾、徐藝洋、鄭乃馨、伍雅露、蘇芮琪 | 第十期 |
| 2020年7月4日  | 《Bang Bang》 - 歌曲說明：總決賽舞台II(個人表演) - 原唱者:Jessie J、Ariana Grande、Nicki Minaj                                               | 第十期 |

## 影視作品

### 電視劇／網絡劇
| 首播年份 | 日期    | 頻道     | 劇名           | 角色   | 性質   |
| 2019年   | 6月27日 | 騰訊視頻 | 《陈情令》     | 阿箐   | 配角   |
| 2020年   | 9月7日  | 芒果TV   | 《親愛的自己》 | 林玲   | 配角   |
| 待播     |         | 优酷     | 《海上梦想家》 | 乔冉冉 | 女主角 |
| 待播     |         |          | 《雲客江湖》   | 幽幽   | 配角   |

### 固定綜藝
| 播出年份 | 日期             | 頻道     | 節目名稱              | 備註                               |
| 2016年   | 4月23日          | 芒果TV   | 《2016超級女聲》      | 全國十五强                         |
| 2020年   | 5月2日           | 騰訊視頻 | 《創造營2020》        | 參賽者 （最終獲得第四名成团出道）  |
| 2021年   | 4月16日-7月9日   | 江蘇衛視 | 《閃閃發光的你》      | 閃光投資團                         |
| 2021年   | 8月5日-10月22日  | 愛奇藝   | 《爆裂舞台》          | 爆裂女孩/參賽者 （最終獲得第二名） |
| 2023年   | 6月13日-8月15日  | 腾讯视频 | 《朋友请吃饭》        | 饭搭子                             |
| 2023年   | 6月16日-7月14日  | 江苏卫视 | 《野挺有趣》          |                                    |
| 2023年   | 10月8日-12月10日 | 东方卫视 | 《我们的歌 (第五季)》 | 新声歌手                           |
| 2023年   | 11月3日-12月8日  | 优酷     | 《火星情报局6》       | 高级特工                           |
| 2024年   | 8月13日-8月27日  | 腾讯视频 | 《超新星运动会S5》    | 參賽者                             |
| 2024年   | 8月18日-10月26日 | 腾讯视频 | 《战至巅峰S3》        | 參賽者                             |
| 2024年   | 10月2日          | 江西卫视 | 《跨越时空的旋律》    |                                    |
| 2025年   | 4月4日-          | 江蘇衛視 | 《音你而來 (第二季)》 | 音你小队                           |
| 2025年   | 4月11日          | 百度APP  | 《两天一夜走进非遗》  |                                    |

## 公开活动

### 演唱會
| 年份   | 日期        | 地點/平台          | 演唱會名稱                             | 演唱曲目 | 備註             |
| 2019年 | 9月21日     | 泰国               | 陈情令泰国演唱会                       | 《孤城》 | 與陳情令一眾演員 |
| 2019年 | 11月1日     | 南京               | 陳情令國風音樂演唱會                   | 《孤城》 | 與陳情令一眾演員 |
| 2022年 | 7月21至23日 | 百視TV             | 最好的舞台平行宇宙演唱會               | 《咫》、《Heart Attack》、與姚琛合作《腥風》 | 線上演唱會       |
| 2023年 | 8月13日     | 北京 本土王牌live  | 「陈·述」                              | 曲目 1. 《飛行天分》 2. 《無盡之羽》 3. 《破曉來時》 4. 《Hunger》 5. 《咫》 6. 《流沙》 7. 《孤城》 8. 《我好想你》 9. 《那女孩對我說》 10. 《天窗》 11. 《曬月光的人》 12. 《二十》 13. 《I'll never love again》 14. 《我懷念的那個夏天》 15. 《年》 |                  |
| 2024年 | 4月13日     | 苏州奥体中心体育馆 | 光良2024今晚我不孤独2.0 苏州首站演唱会 | 《桃花诺》、《年》 | 担任嘉宾         |
| 2024年 | 12月26日    | 上海               | 礼遇星愿演唱会                         | 《想哭就笑》、《请你》、《天窗》、《怎么会不幸福》 | 符龙飞線上演唱會 |
| 2025年 | 5月17日     | 成都金融城演艺中心 | 王赫野2025去吹一场野的风2.0演唱会      | 《我们爱了这么多年》、《想哭就笑》、《海与天之间》 | 担任嘉宾         |
| 2025年 | 8月9日      | 广州媒棚Live       | 深海之息生日音乐会                     | 曲目 1. 深海之息 2. 飞行天分 3. 怎么会不幸福 4. 请你 5. 翻篇 6. 海绵 7. 孤城 8. 壁上观 9. 舍得 10. 还君 11. 字和句关于你 12. 海与天之间 13. 想哭就笑 14. 二十 15. 那女孩对我说 16. 拼尽 17. 天窗 18. 年                                                 |                  |

### 音樂會
| 年份   | 日期     | 地點/播放平台                  | 主題                                           | 備註 |
| 2022年 | 8月6日   | 鄭州                           | 夏日限定酷爽音樂節                             |      |
| 2022年 | 12月30日 | 北京                           | 可口可乐粉丝节 新年欢聚夜                      |      |
| 2023年 | 4月29日  | CCTV-3                         | 灯火里的中国楼顶音樂会                         |      |
| 2023年 | 6月23日  | 淄博海月龍宮燒烤體驗地西區廣場 | 慕思淄味燒烤音樂會                             |      |
| 2023年 | 6月24日  | 成都                           | NEXT SINGER 2023全國校園音樂大賽北部區域總決賽 |      |
| 2023年 | 6月30日  | 上海                           | Billboard夏半場音樂私享會                      |      |
| 2023年 | 7月2日   | 廣州長隆水上樂園               | NEXT SINGER 2023全國校園音樂大賽南部區域總決賽 |      |
| 2023年 | 7月8日   | 北京國家網球中心鑽石球場       | NEXT SINGER 2023全國校園音樂大賽總決賽         |      |
| 2023年 | 7月9日   | 澳門銀河綜藝館                 | 騰訊音樂娛樂盛典                               |      |
| 2023年 | 7月15日  | 青岛海天中心                   | 美汁源果粒蹦吧                                 |      |
| 2023年 | 7月29日  | 廣州長隆歡樂世界               | QQ音樂多巴胺音樂part                           |      |
| 2023年 | 9月23日  |                                | 曼妥思「就要酷爽」音乐节                       |      |
| 2023年 | 10月20日 |                                | 成都校园公益音乐会                             |      |
| 2023年 | 10月21日 |                                | POGO城市音乐节                                 |      |
| 2023年 | 11月11日 |                                | “飞常NICE”音乐嘉年华                           |      |
| 2023年 | 12月15日 |                                | 李子园你好大学声音乐节                         |      |
| 2023年 | 12月24日 | 哈尔滨国际会展体育中心体育馆   | 抖音冬游记音乐节                               |      |
| 2023年 | 12月25日 | 騰訊視頻                       | 世界好禮奔向你新年音樂會                       |      |
| 2024年 | 1月13日  | 浙江·宁波松兰山旅游度假区      | 松蘭山音樂狂歡節·冬日限定浪漫季                |      |
| 2024年 | 4月14日  | 武汉大学                       | 春天花花音樂會                                 |      |
| 2024年 | 5月18日  | 上海 临港新片区                | 临港·遇见爱主题音乐会                          |      |
| 2024年 | 6月19日  | 上海环贸iapm商场               | Apple Music 私享會                             |      |
| 2024年 | 7月19日  | 澳门银河综艺馆                 | 腾讯音乐娱乐盛典室内音乐节                     |      |
| 2024年 | 8月3日   | 横店影视城                     | 横店Idol泼水节                                 |      |
| 2025年 | 4月14日  | 无锡                           | 很高兴音乐会                                   |      |
| 2025年 | 4月19日  | 成都                           | 京东MALL JOY TIME音乐节                        |      |
| 2025年 | 4月20日  | 杭州                           | 光影里的歌OST直播歌会                          |      |
| 2025年 | 4月30日  | 成都                           | 缤纷成都好耍季                                 |      |
| 2025年 | 5月3日   | 苏州                           | 华谊兄弟电影世界 酷狗音乐人·酷乐联盟音乐嘉年华 |      |
| 2025年 | 7月25日  | 海南                           | 双帆石音乐会                                   |      |
| 2025年 | 8月2日   | 宁波                           | 方特盛夏狂欢节                                 |      |
| 2025年 | 8月30日  | 扬州                           | 高邮湖畔七夕音乐会                             |      |

### 其他活動
| 年份 | 日期     | 活动地点 | 活动名称                        | 備註                                |
| 2023 | 7月19日  |          | TME北京新职场入驻庆典扫楼       | 表演曲目: 天窗, 二十                |
| 2023 | 7月22日  | 抖音     | 巅峰极速夏日主题活动            |                                     |
| 2023 | 7月26日  |          | TMEx可口可乐创意连线快闪直播    | 表演曲目: 飞行天分, 二十, 天窗      |
| 2023 | 8月17日  |          | 兰蔻夏日先锋派对                | 表演曲目: 天窗, 晒月光的人,无尽之羽 |
| 2023 | 10月14日 |          | 贵州村超全国美食足球友谊赛      | 表演曲目:天窗                       |
| 2024 | 4月28日  | 上海     | 中国网络文学影响力榜            | 表演曲目: 我的你, 和光同尘          |
| 2024 | 5月31日  |          | KSG乘梦杯表演赛                 |                                     |
| 2024 | 7月4日   | 上海     | 2024一萬元舞台發布會            | 表演曲目: 請你                      |
| 2024 | 8月16日  |          | FILA自然迁徒计划启幕之夜        | 表演曲目: 怎么会不幸福, 請你        |
| 2025 | 1月24日  | 成都     | 快競ALLStar峽谷奇妙夜盛典直播   | 表演曲目: 海与天之间, Evolve        |
| 2025 | 5月2日   | 青岛     | AMORCODE 2025时尚盛典新品发布会 | 表演曲目: 无尽之羽                  |
| 2025 | 7月12日  | 青岛     | SharkGirl如是海旗舰店开业典礼   |                                     |
| 2025 | 7月31日  | 北京     | 华语音乐打歌中心直播            |                                     |
| 2025 | 8月13日  | 北京     | 微博扫楼直播 深海之息生日会     |                                     |

### 頒獎典禮、時尚盛典
| 年份 | 日期     | 播放频道/平台 | 頒獎典禮 / 時尚盛典名称 | 備註                         |
| 2023 | 7月9日   | TME Live      | TMEA 腾讯音乐娱乐盛典   |                              |
| 2023 | 9月26日  | 微博          | 2023微博音乐盛典        | 获得“年度进取歌手”奖         |
| 2023 | 12月14日 | 腾讯视频      | 2023腾讯娱乐白皮书      | 获得“年度突破歌手”           |
| 2023 | 12月17日 | 腾讯视频      | 2023腾讯视频星光大赏    |                              |
| 2024 | 1月23日  | QQ音乐        | 騰訊音樂榜2023年度榜單  | 獲得“年度EP”                 |
| 2024 | 3月31日  | QQ音乐        | QQ音樂巔峰盛典          | 獲得“年度巔峰突破女歌手”     |
| 2024 | 7月21日  | TME Live      | TMEA 腾讯音乐娱乐盛典   | 獲得“年度新势力飞跃歌手”     |
| 2024 | 9月14日  |               | FULLMOON颁奖盛典        | 獲得“FULLMOON杰出新势力歌手” |
| 2024 | 9月25日  | 微博          | 2024 WMA 微博音乐盛典   | 獲得“微博拿云飞跃音乐人”     |
| 2025 | 5月22日  | 抖音          | 费加罗Herself之夜       | 獲得“热爱专注歌手”           |

### 晚會
| 年份   | 日期     | 播放平台                     | 主題                            | 備註 |
| 2023年 | 1月25日  | 浙江衛視                     | 2023美好中國新歌會              |      |
| 2023年 | 3月5日   | 湖南衛視                     | 新時代新雷鋒晚會                |      |
| 2023年 | 8月29日  | 東方衛視                     | 東方風雲榜三十周年慶典          |      |
| 2024年 | 2月3日   | 湖南衛視、東方衛視           | 2024網絡視聽盛典                |      |
| 2024年 | 2月10日  | CCTV-1                       | 新春湘遇 春满星城               |      |
| 2024年 | 9月24日  | 湖南卫视                     | 第三届湖南旅游发展大会开幕式    |      |
| 2024年 | 9月30日  | CCTV-1                       | 中国梦·家国情——2024国庆特别节目 |      |
| 2024年 | 12月31日 | CCTV-1                       | 2025江蘇衛視跨年演唱會          |      |
| 2025年 | 1月19日  | 北京卫视、东方卫视、浙江卫视 | 和合之家——2025中國網絡視聽盛典  |      |
| 2025年 | 1月29日  | 江苏卫视                     | 2025江蘇衛視春晚                |      |
| 2025年 | 2月12日  | 江苏卫视                     | 2025江苏卫视元宵晚会            |      |
| 2025年 | 5月5日   | CCTV-4                       | 一年好景·立夏——青春正风华       |      |

## 獎項＆荣誉
| 年份   | 日期     | 单位             | 颁奖典礼               | 奖项＆荣誉               |
| 2023年 | 9月26日  | 微博             | 2023微博音乐盛典       | 年度进取歌手             |
| 2023年 | 12月14日 | 腾讯新闻         | 2023腾讯娱乐年度盛典   | 娱乐白皮书年度突破歌手   |
| 2024年 | 1月23日  | QQ音乐           | 騰訊音樂榜2023年度榜單 | 年度EP                   |
| 2024年 | 3月31日  | QQ音乐           | QQ音樂巔峰盛典         | 年度巔峰突破女歌手       |
| 2024年 | 7月21日  | 腾讯音乐娱乐集团 | 腾讯音乐娱乐盛典       | 年度新势力飞跃歌手       |
| 2024年 | 9月14日  |                  | FULLMOON颁奖盛典       | FULLMOON杰出新势力歌手   |
| 2024年 | 9月25日  | 微博             | 2024 WMA 微博音乐盛典  | 獲得“微博拿云飞跃音乐人” |

## 外部連結
- 陈卓璇的新浪微博
- 陈卓璇的Instagram帳戶
- 陈卓璇的哔哩哔哩个人空间
- 陈卓璇的抖音账号
- 陈卓璇的小红书账号
- 陈卓璇的快手账号